# Polyalthia verrucipes
Polyalthia verrucipes är en kirimojaväxtart som beskrevs av Cheng Yih Wu och Ping Tao Li. Polyalthia verrucipes ingår i släktet Polyalthia och familjen kirimojaväxter. IUCN kategoriserar arten globalt som starkt hotad. Inga underarter finns listade i Catalogue of Life.